# أندريه مارتينيري
أندريه مارتينيري (بالفرنسية: Andrée Martinerie) (1917-1997) هي كاتبة فرنسية عاشت في القرن العشرين. حائزت على جائزة أمناء المكتبات الفرنسيَّة [الإنجليزية] عام 1961.

## مسيرتها
وُلدت أندريه في 17 أبريل 1917 في بلدية بيلي في إقليم الأين بفرنسا. تزوجت من المحامي أندريه بيرتراند. بدأت حياتها المهنية بترجماتٍ لمؤلفين معروفين مثل فيتزروي ماكلين [الإنجليزية] وهيرمان ووك وإروين شو وليزلي بولس هارتلي [الإنجليزية] وميكا فالتري. نشرت في عام 1961 روايتها الأولى تحت عنوان "Les autres jours"، والتي حصلت على جائزة أمناء المكتبات الفرنسيَّة [الإنجليزية] في نفس العام. لم تتوقف عن نشر الروايات حتى حدوث المأساة التي أودت بحياة اثنين من أحفادها الثلاثة عام 1980.
توفيت في 1 ديسمبر عام 1997 في لوفيسين [الإنجليزية].

## أعمالها
- 1961: Les Autres Jours، إصدارات غاليمار (ردمك 2070242498)
- 1964: Le Rêve familier، إصدارات غراسي
- 1968: L'Été d'une vie، غراسي
- 1970: Quand finira la nuit ?، غراسي، ASIN B003CO95PC
- 1976: Une fille de vingt ans، غراسي (ردمك 2246003830)
- 1980: L'Espace d'un cri، غراسي
- 1982: Une passion de grand-mère، إصدارات روبرت لافونت [الإنجليزية] (ردمك 978-2724215830)
- 1985: Dis-moi, grand-mère (بالتعاون مع جينيفيف جورجينسن)، روبرت لافونت